# 鲁班场
27°43′29″N 106°18′40″E / 27.72469°N 106.31114°E
鲁班场，为中国贵州省仁怀市的一个地名，现为鲁班街道。

## 历史
鲁班场因场后有鲁班洞而名，隶属于贵州省仁怀市，曾为鲁班镇政府所在地。明清时属仁怀县李博里辖地，中华民国时期，曾隶南区、二区、三区。中华人民共和国建立后，隶鲁班区。1992年8月，当地建鲁班镇。2015年12月，撤销鲁班镇建制，设置鲁班街道，街道办事处驻街道社区。
此地曾爆发鲁班场战斗，为第一次国共内战期间四渡赤水的“第三渡”的战斗之一。1935年3月14日21时，红军总司令朱德下达《关于三月十五日消灭鲁班场之敌的通知》。15日上午10时，红军一军团、三军团、五军团和干部团发起了对鲁班场守敌周浑元纵队3个主力师的猛烈进攻。但由于国军在此地构建严密工事，战斗持续了一天后，红军无法攻破只能主动撤出战斗，改分三路向茅台进发。2006年，红军长征鲁班场战斗指挥所、鲁班红军烈士墓等纪念场所并入“红军四渡赤水战役旧址”，为第六批全国重点文物保护单位。现有中央红军鲁班场战斗遗址陈列馆。